# Phước Tín
Phước Tín là một xã thuộc thị xã Phước Long, tỉnh Bình Phước, Việt Nam.

## Địa lý
Xã Phước Tín nằm ở phía đông nam thị xã Phước Long, có vị trí địa lý:
- Phía đông giáp huyện Bù Đăng
- Phía tây giáp phường Phước Bình
- Phía nam giáp huyện Phú Riềng
- Phía bắc giáp phường Sơn Giang và phường Thác Mơ.

Xã có diện tích 30,57 km², dân số năm 2009 là 6.179 người, mật độ dân số đạt 202 người/km².

## Lịch sử
Trước đây, Phước Tín là một xã thuộc huyện Phước Long cũ.
Ngày 19 tháng 9 năm 1980, Hội đồng Chính phủ ban hành Quyết định 299-CP. Theo đó, sáp nhập hai thôn Phước Lộc và Phước Quả của xã Phước Bình vào xã Phước Tín.
Ngày 4 tháng 7 năm 1988, Hội đồng Bộ trưởng ban hành Quyết định 112-HĐBT. Theo đó, tách 6.210 ha diện tích tự nhiên của xã Phước Tín (thuộc khu vực nông trường Đức Liễu) để sáp nhập vào xã Nghĩa Trung.
Ngày 11 tháng 8 năm 2009, Chính phủ ban hành Nghị quyết số 35/NQ-CP. Theo đó:
- Thành lập xã Phước Tân trên cơ sở điều chỉnh 12.262,02 ha diện tích tự nhiên và 6.752 người của xã Phước Tín (nay xã Phước Tân thuộc huyện Phú Riềng)
- Chuyển xã Phước Tín về thị xã Phước Long mới thành lập.

Sau khi điều chỉnh địa giới hành chính, xã Phước Tín còn lại 3.057 ha diện tích tự nhiên và 6.179 người.